# As if
As If is een Britse jongeren comedy/dramaserie uitgezonden op Channel 4. In totaal waren er vier seizoenen, waarvan het eerste uitgezonden werd in januari 2001 en het laatste in juli 2004. Er waren 76 afleveringen in totaal, die elk 30 minuten duurden.

## Verhaal
De serie draait rond 6 jongvolwassenen die in Londen leven. Elke aflevering werd ingeluid door een andere speler met een andere kijk op het leven, dit gebruik was echter nog nooit toegepast in een jongerentelevisieshow.

## Crew
- Regisseurs: John Duthie, Ed Fraiman, Brian Grant, David Kerr, Barnaby Southcombe (2003).
- Schrijvers: Amanda Coe, Tom Higgins, Jane English, Julian Jones, Leslie Stewart, Jess Walters, Patrick Wilde
- Producers: Sarah Baynes (2002), Nicki Gunning, Greg Boardman, Johnny Capps, Jonathan Collier, Brian Eastman, Brian Grant, Dean Hargrove, Dan Kaplow, Julian Murphy, Andi Peters.

## De hoofdrolspelers

### Jamie Collier (Paul Chequer)
De grappenmaker van de groep die zichzelf meermaals in de problemen bracht door zijn naïeve gedrag. Hij heeft een optimistische kijk en moest eigenlijk de clown spelen in de groep. Door zijn domme fouten was hij welgeliefd in de groep en had hij ook het hart op de juiste plaats.
Tijdens de eerste afleveringen volgt men het leven van Jamie als hij nog single is: hij spreekt af met een oudere en reeds getrouwde vrouw die hij ontmoette op het internet; uiteindelijk eindigt hij kussend met Sooz in de laatste aflevering. Het tweede seizoen volgt dan weer de Jamie-Sooz relatie: van het problematische begin van de twee tot het feit dat Sooz het uitmaakt. Hierna belandt Jamie in bed met Nicki voor een onenightstand.
Het derde seizoen gaat over zijn ondode gevoelens voor Sooz. Het vierde seizoen gaat over Jamies academische carrière. Hij doet alsof hij naar Inverness gaat; doet zijn kwalificatietests opnieuw en wordt geaccepteerd om psychologie te gaan studeren.

### Suzanne 'Sooz' Lee (Emily Corrie)
Een sarcastische jonge vrouw die oogt als eenzaam iemand. Ze is rebels en ze leeft volgens haar eigen regels.
Maar ze is ook erg lief.

### Nicki Sutton (Jemima Rooper)
Een meisje dat wordt aangezien voor 'hoertje' omdat ze steeds ieders vriendje afpakt.

### Alexander "Alex" Staton (Orlando Wells)
Alex is het homoseksuele personage in de serie die niet echt aan de stereotiepe homoseksuele eisen voldoet. Hij is een ordinaire persoon die fan is van Star Wars en van Dead Poets' Society en hij houdt van voetbal.

### Robert "Rob" Conway (Ben Waters)
Rob is de rustigste van de groep. Na een stormachtige relatie met Sascha maakt hij het uit met haar. Hierover is niet lang verdrietig want vrijwel direct erna stort hij zich in zijn nieuwe relatie met de beste vriendin van Sascha, namelijk Nicki. Echter voelde hij zich wel schuldig over de wreef tussen de twee vriendinnen.

## Amerikaanse versie
Een veramerikaanste versie van As If werd gemaakt in 2002 en werd uitgezonden op UPN.  
Emily Corrie was de enige Britse speelster die ook in de Amerikaanse versie speelde. 
De rest van de cast:
- Alex - Robin Dunne
- Rob - Chris Engen
- Jamie - Derek Hughes
- Sasha - Tracie Thoms
- Nicki - Adrienne Wilkinson

## België
In België wordt As If uitgezonden op de commerciële zender VT4.